# Gustav Steinacker

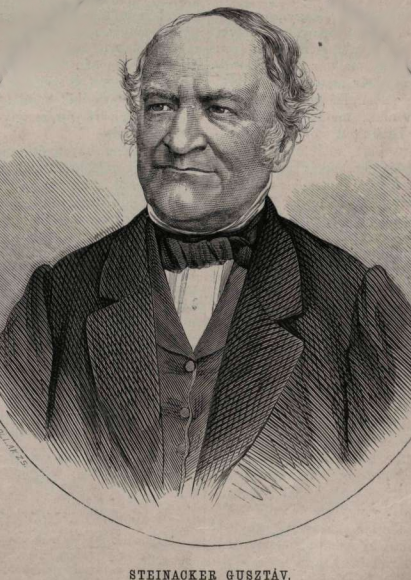
Gustav Steinacker

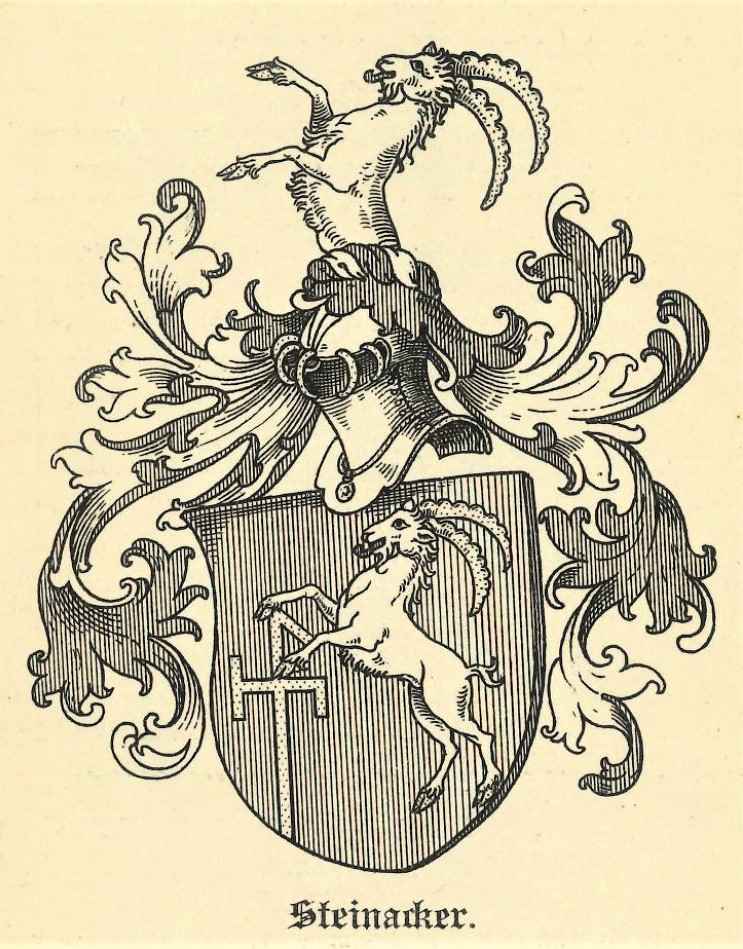
Wappen der Familie Steinacker

Gustav Wilhelm Steinacker, ungarisch Gusztáv Vilmos Steinacker (* 1. März 1809 in Wien; † 7. Juni 1877 in Buttelstedt; Pseudonym: Gustav Treumund) war ein deutschstämmiger Lehrer, Theologe, Pfarrer, Schriftsteller und Übersetzer aus dem Ungarischen.

## Familie
Gustav Steinacker entstammte der bürgerlichen Familie Steinacker, die seit Beginn des 16. Jahrhunderts urkundlich in Quedlinburg nachgewiesen ist. Die ununterbrochene Stammfolge beginnt mit Hans Steinacker, der 1530 Ratsherr und Kämmerer der Stadt Quedlinburg war. Dessen Enkel war Philipp Steinacker (um 1565–1613), Jurist sowie fürstlich-sächsischer Rat und Hofgerichtsassessor zu Coburg. Steinackers Urgroßvater war der königlich-preußische Salinen- und Berginspektor in Halle (Saale) Christof Wilhelm Steinacker (1717–1768). Sein Großvater Gabriel Wilhelm Steinacker (* 1743), Kaufmann und Inhaber einer Buchhandlung in Dessau, wanderte später nach Österreich aus.
Steinacker war der Sohn des Wiener Kaufmanns Christian Friedrich Wilhelm Steinacker (1775–1838) und dessen 1808 geheirateter Ehefrau Katharina geb. Malvieux, die aus einer über die Schweiz nach Deutschland eingewanderten Hugenottenfamilie entstammte. Steinackers Mutter war Besitzerin einer Erziehungsanstalt für Mädchen der höheren Stände. Unter diesen Mädchen befand sich auch die Gräfin Auguste von Harrach, spätere Fürstin von Liegnitz, Gemahlin des Königs Friedrich Wilhelm III. von Preußen, die Gustav Steinacker auch später gewogen blieb. Sein Vater verlor aufgrund von Wechselkursänderungen nicht nur sein eigenes, sondern auch das gesamte Vermögen seiner Mutter, so dass die Familie nach Pest auswanderte, wo sein Vater zuletzt als Vertreter der Sassiner Kattunfabrik „G. Schuller & Comp.“ arbeitete.
Steinacker heiratete am 25. Januar 1837 in Pest Aurelie geb. Westher (* 14. November 1808 in Käsmark; † 1. Dezember 1882 in Ofen), Tochter des Käsmarker Hutmachers und Ratsherren Abraham Westher (1773–1844), die er bereits aus seiner Käsmarker Studienzeit kannte. Das Paar hatte vier Kinder:
- Edmund Steinacker (1839–1929), deutsch-ungarischer Publizist und Politiker
- Alexander Steinacker (1841–1904), Buchhändler, Chef des Salzamtes in Debreczin im Rang eines Rechnungsrates
- Artur Steinacker (1844–1915), Kaufmann, Bankdirektor, großbritannischer Vizekonsul und Kommerzialrat
- Irma Steinacker (1847–1895), Konzertpianistin[2] ⚭ Carl von Radecki, Hofkapellmeister.

## Leben
Steinacker verlebte seine Jugendjahre in Wien und besuchte ab seinem 10. Lebensjahr die dortige Heckersche Erziehungsanstalt. Seine Mittelschulbildung erhielt er zuerst im Piaristengymnasium in Wien, dann im Lyceum in Preßburg und am Gymnasium in Rosenau. Danach studierte er zusammen mit den drei Brüdern der Familie Görgey Philosophie und Theologie in Preßburg, danach in Käsmark. Nach dem Examen candidaticum war Steinacker Student an der protestantischen theologischen Lehranstalt in Wien. Während seiner Studienzeit an der theologischen Fakultät der Universität in Halle an der Saale, wo er fünf Semester studierte, besuchte er auch seine Verwandten in Leipzig und Dessau. Danach begab er sich auf eine Studienreise nach Thüringen, Dresden, Berlin, Hamburg und Süddeutschland. Noch vor Beendigung seines Studiums erschien 1835 sein erstes Buch mit Gedichten.
Zurück in Ungarn, wurde Steinacker Erzieher im Haus der Familie des Barons Bánffy, die im Winter in Pest und im Sommer auf deren Gut Roff an der Theiß lebte. 1837 wurde er zum Direktor einer vom reformierten Konsistorium in Debreczin gegründeten weiblichen Bildungs- und Erziehungsanstalt berufen. In Verbindung mit einem Internat für auswärtige Töchter leitete er dies von 1838 bis 1842. Danach wurde Steinacker als Pfarrer nach Gölnitz im Zipser Komitat berufen. 1846 übernahm er die lutherische Pfarrstelle in Triest. In dieser Zeit beteiligte er sich in erheblichem Maße an der neuen Verfassung für die österreichische protestantische Kirche und trat für den Zusammenschluss der lutherischen und reformierten Kirche ein. Sein Eintreten für die Duldung der Deutschkatholiken führte 1853 zu seiner Amtsenthebung durch den damaligen Kultusminister Graf von Thun und Hohenstein.
Daher ging Steinacker nach Hannover, wo er am 1. November 1853 von der Gemeinde der Kreuzkirche mit überwältigender Mehrheit zum Prediger gewählt wurde. Das geistliche Stadtministerium von Hannover weigerte sich aber, Steinacker in das Amt offiziell zu berufen. Das königliche Konsistorium forderte sämtliche Unterlagen und Veröffentlichungen von Steinacker an. Trotz der Fürsprache des Magistrats zu Hannover, dem Bürgervorsteherkollegium und der anderen Kirchengemeinden der Stadt wurde Steinacker das Amt nicht übertragen.
Auf Veranlassung des Weimarer Oberhofpredigers Dittenberger wurde Steinacker daraufhin im Herbst 1853 zur Leitung der bürgerlichen, früheren Wernickeschen Töchterschule berufen, wo er auch gelegentlich predigte. Im Herbst 1857 wurde er schließlich durch den Patron der Buttelstedter Kirchengemeinde, Rittergutsbesitzer Schortmann zum Pfarrer berufen. Als solcher wirkte Steinacker in Buttelstedt noch knapp 20 Jahre. In der wärmeren Jahreszeit lebte er mit seiner Familie in Goethes Gartenhaus in Weimar, wo er sich hauptsächlich seiner schriftstellerischen Tätigkeit widmete. Er war der erste Weimarische Pfarrer, der es zu dieser Zeit wagte, dem Nationalverband beizutreten. Außerdem war er ein aktives Mitglied des Protestantenvereins. Zeit seines Lebens übersetzte er eine Reihe ungarischer Gedichte in die deutsche Sprache. Für seine Verdienste zur Übersetzung und Bekanntmachung der ungarischen Dichtung wurde Steinacker zum Ehrenmitglied der Kisfaludy-Gesellschaft, für sein Buch über Weimarer Dichter zum Mitglied der Frankfurter Goethestiftung gewählt.

## Veröffentlichungen
- Harfentöne aus dem Ungarlande, Gedichte, Leipzig 1835
- Herzensklänge, Gedichte, 1837
- Weihestunden im Tempel des Herrn, Predigten, 1839, 2. Band 1848
- Pannonia, Blumenlese auf dem Felde der neuen magyarischen Poesie, 1840
- Weibliche Berufs- und Umgangslehre, 1842
- Das Presbyterial- und Synodalwesen und die Union der evang. Kirche; erläutert in acht Kanzelreden über den von der Köthener Versammlung und der Wiener Konferenz im April und August 1848 den evangelischen Gemeinden Deutschland und Oesterreichs zur Prüfung vorgelegten Entwurf einer neuen Kirchenverfassung, Triest 1848
- Verfassungsentwurf für die evang. Kirche Österreichs, Triest 1850
- Des Meisters Welten, Festspiel zu Franz Liszts Geburtsfeier, Weimar 1855
- Des Meisters Bannerschaft, Festspiel zu Franz Liszts Geburtsfeier, Weimar 1857
- Weimars Genius, dichterische Zusammenfassung der Vergangenheit und Gegenwart Ilmathens in ihren markantesten Persönlichkeiten, Weimar 1857
- Die Reformation des XVI. Jahrhunderts im Lichte der Gegenwart, Weimar 1857
- Bilder, Studien und Klänge aus dem Bereich des Elternhauses und Kindergartens, Halle 1868
- Geschichte der ungarischen Dichtung von den ältesten Zeiten bis auf A. Kisfaludy, Übersetzung aus dem Ungarischen, Original von Ferencz Toldy, Leipzig 1874
- Ungarische Lyriker von A. Kisfaludy bis auf die jüngste Zeit, Übersetzung aus dem Ungarischen, Leipzig 1875
- Die Schlagworte der heutigen Kirchenparteien zur Orientirung für kirchlich gesinnte, zum Dienste der Kirche mit berufene Laienkreise von einem alten, erfahrenen Geistlichen, Leipzig 1877